# Evan Noel
Evan Baillie Noel (Stanmore, 23 gennaio 1879 – Kensington, 22 dicembre 1928) è stato un tennista britannico.
Ha partecipato alle Olimpiadi di Londra del 1908 nella specialità della pallacorda (o jeu de paume), perdendo nei quarti di finale contro Eustace Miles, e nella specialità del racquets, vincendo un oro nel singolare ed un bronzo nel doppio insieme a Henry Leaf.

## Palmarès
- Olimpiadi

Londra 1908: oro nel singolare ed argento nel doppio nella specialità racquets.